# Cet enfant est mien
Pour les articles homonymes, voir Slade (homonymie).
Pour plus de détails, voir Fiche technique et Distribution.
Cet enfant est mien (Susan Slade) est un film américain en Technicolor réalisé par Delmer Daves, sorti en 1961.

## Synopsis
Après avoir travaillé pendant dix ans dans un désert isolé du Chili, le directeur d'une exploitation minière, Roger Slade revient aux États-Unis avec sa femme Leah et leur belle mais naïve fille de 17 ans, Susan. Pendant le voyage, Susan vit une histoire d'amour à bord du navire avec Conn White, un jeune alpiniste fortuné. Ils font l'amour en secret et prévoient de se marier plus tard mais Conn souhaite attendre son retour de son voyage en Alaska pour escalader le mont McKinley avant de l'annoncer leurs fiancailles à leurs familles respectives. Il se rend à Anchorage, tandis que Susan et ses parents se rendent à Monterey. La famille emménage dans une maison fournie par Stanton Corbett, l'employeur et ami de longue date de Roger. Ce dernier souffre d'une grave maladie cardiaque qu'il a cachée à sa femme et à sa fille pour ne pas les inquiéter. Il ne s'est confié qu'à Stanton, qui lui a donné une maison ainsi qu'un laboratoire et un revenu régulier afin que Roger puisse se reposer et se rétablir tout en offrant à sa femme et à sa fille des opportunités sociales.
Susan attend avec impatience les lettres de Conn mais il n'écrit pas et la seule fois où il appelle, elle est sortie. Elle découvre bientôt qu'elle est enceinte de Conn mais garde le secret tout en essayant de contacter le père de l'enant de toute urgence. Ses parents tentent de lui faire oublier Conn en l'encourageant à sortir avec le fils des Corbetts, Wells. Pour lu changer les idées, ils lui achetent un cheval, qui est gardé dans les écuries de Hoyt Brecker. Hoyt est rejeté par la communauté locale car son père, un cadre de la société de Corbett, a été condamné pour avoir volé son employeur et s'est ensuite suicidé dans sa cellule de prison. Comparé à la famille et aux amis de Susan, Hoyt est relativement pauvre et vit de ce qu'il peut gagner de ses écuries, qui ont perdu de nombreux clients à cause du scandale impliquant son père et de son travail d'écrivain. Malgré tout, Hoyt et Susan deviennent peu à peu amis et il lui confie sa détermination à ne pas s'enfuir face à la désapprobation de la population locale. Il souhaite devenir un écrivain de renom pour laver nom de sa famille.
Susan reçoit finalement un appel téléphonique du père de Conn, qu'elle n'a jamais rencontré, l'informant que Conn avait fait part à ses parents de son amour pour elle. Il lui apprends la mort de Conn en escaladant le Mont McKinley. Susan fait une dépression nerveuse et tente de se noyer dans la Baie de Monterey mais elle est sauvée par Hoyt. Dans son délire, elle laisse échapper à sa mère qu'elle est enceinte de Conn. Roger et Leah décident que la seule façon d'éviter la disgrâce et de protéger Susan est de déménager au Guatemala, où Roger s'est vu offrir un emploi de deux ans dans une mine. Susan pourra alors terminer sa grossesse et avoir son bébé en secret que ses parents feront passer pour le leur. Tout se passe comme prévu mais après la naissance du bébé, nommé Rogey en l'honneur du père de Susan, cette dernière a du mal à mettre de côté ses sentiments maternels et à traiter le bébé comme son frère plutôt que comme son fils.
La maladie cardiaque de Roger s'aggrave en raison du travail stressant à la mine et il finit par mourir. Leah, Susan et le bébé Rogey retournent dans leur maison à Monterey, où Susan est consternée de constater que les Corbetts, qui ne se doutent de rien, ont fait des travaux pour lui donner un appartement à elle, séparé de la chambre du bébé. Hoyt et Susan, qui s'écrivaient régulièrement, renouent leur amitié et Hoyt avoue son amour pour Susan mais Wells Corbett commence également à faire la cour à Susan et la demande bientôt en mariage. Leah pousse Susan à accepter la proposition de Wells mais l'avertit de ne jamais dire à Wells ou à quiconque concernant la vérité sur la filiation de Rogey. Susan hésite à épouser quelqu'un parce qu'elle ne pourrait pas être honnête avec son futur mari mais elle décide finalement d'épouser Wells, au moment où Hoyt vend son premier livre à un éditeur et se précipite pour annoncer la bonne nouvelle à Susan.
Hoyt et Susan se disputent sur sa décision d'épouser Wells, car Hoyt a une dent contre les Corbetts et pense également que Susan n'aime pas vraiment Wells. Alors qu'ils se disputent, le petit Rogey s'immole accidentellement par le feu en jouant avec un briquet. Rogey est transporté d'urgence à l'hôpital et les Corbetts, Slades et Hoyt attendent de connaître le résultat. Le médecin annonce finalement que Rogey va survivre, mais qu'il est gravement blessé et que seule sa mère peut le voir. Susan, incapable de se retenir plus longtemps, révèle qu'elle est la vraie mère de Rogey, ce qui amène Wells à annuler sa demande en mariage, bien que son père Stanton félicite Susan pour son honnêteté. Cependant, les sentiments de Hoyt pour Susan n'ont pas changé. Susan avoue son véritable amour à Hoyt et ils s'embrassent.

## Fiche technique
- Titre français : Cet enfant est mien[1]
- Titre original : Susan Slade
- Réalisation et scénario : Delmer Daves d'après le roman de Doris Hume
- Producteur : Delmer Daves
- Société de production : Warner Bros. (Delmer Daves)
- Photographie : Lucien Ballard - Technicolor
- Musique : Max Steiner
- Montage : William H. Ziegler
- Format : couleur (Technicolor)  - 1,85:1 - son : Mono (RCA Sound Recording)
- Pays d'origine :  États-Unis
- Genre : Film dramatique, Film mélodrame
- Durée : 116 min
- Dates de sortie : 
  - États-Unis : 8 novembre 1961
  - France : 22 février 1963[1]

## Distribution
- Troy Donahue : Hoyt Brecker
- Connie Stevens : Susan Slade
- Dorothy McGuire : Leah Slade
- Lloyd Nolan : Roger Slade
- Brian Aherne : Stanton Corbett
- Natalie Schafer : Marian Corbett
- Kent Smith : Dr Fain
- Grant Williams : Conn White

## Commentaires
- La réputation de Delmer Daves se fonde, à juste titre, sur ses réussites dans le genre très prisé du western. Toutefois, il serait, peut-être, injuste de négliger totalement les mélodrames qu'il réalisa, à la fin de sa carrière, entre 1959 et 1962.
- Ces mélodrames (qu'il faut néanmoins contextualiser historiquement, au risque de les considérer comme démodés), au nombre de quatre, sont axés sur les problèmes de la jeunesse dans des milieux plutôt socialement favorisés.
- Situé chronologiquement après Ils n'ont que vingt ans (A Summer Place) et La Soif de la jeunesse (Parrish) et avant Amours à l'italienne (Rome Adventure), Susan Slade offre cette particularité de ne « comporter aucun conflit de générations. D'une façon tacite, parents et enfant se trouvent d'accord pour participer au plan absurde qui doit sauvegarder la respectabilité de la famille. » (Jacques Lourcelles)
- Mais, cette situation intenable qui prive Susan Slade, l'héroïne du film, d'une maternité normale finira par éclater. La jeune femme révèle à tous qu'elle est la mère de l'enfant. « L'épisode de l'accident du bébé servira de catharsis et fera s'exprimer (et triompher) la nature contre la culture, la culture étant ici un ensemble de préjugés moraux et sociaux que les personnages n'ont jamais songé à passer au crible. » (J. Lourcelles)
- Comme dans les autres films du cycle mélodramatique, le lyrisme caractéristique de Delmer Daves « s'enrichit d'une dimension de préciosité (utilisation raffinée de la couleur, mobilité de la caméra et sollicitation de thèmes musicaux expressifs) confinant au baroque. » (J. Lourcelles)
- Proche sur ce point de Douglas Sirk, Delmer Daves utilise, en réalité, le mélodrame comme « le genre le plus apte à faire surgir, dans le comportement des personnages apparemment sains et normaux, cette part de folie qui traduit leurs angoisses cachées. » (J. Lourcelles, in : Dictionnaire du cinéma, Robert Laffont).